# LKQ Corporation
LKQ Corporation est une entreprise américaine de commercialisation de pièces automobiles, de réparation et d'entretien de véhicules.

## Historique
En décembre 2015, LKQ annonce l'acquisition de l'entreprise italienne de pièce automobile Rhiag-Inter Auto Parts, propriété du fond Apax Partners, pour 1,04 milliard de dollars. Rhiag-Inter Auto Parts est présent en Italie, mais également en Pologne, République tchèque, Roumanie, Bulgarie, Espagne, Ukraine, Slovaquie, Hongrie et Suisse, alors que LKQ n'était, avant cette acquisition, présent qu'au Canada, au Royaume-Uni et au Benelux.
En février 2023, LKQ annonce l'acquisition de l'entreprise Canadienne Uni-Sélect pour 2,8 milliards de dollars.